# Actaeodes
Genre
Synonymes
- sous-genre Actaea (Actaeana) Klunzinger, 1913
- Cycloblepas Ortmann, 1894

Actaeodes est un genre de crabes de la famille des Xanthidae. 

## Liste d'espèces
Selon World Register of Marine Species (13 janvier 2017) :
- Actaeodes consobrinus (A. Milne-Edwards, 1873)
- Actaeodes hirsutissimus (Rüppell, 1830)
- Actaeodes inaequalis
- Actaeodes mutatus Guinot, 1976
- Actaeodes quinquelobatus Garth & Kim, 1983
- Actaeodes semoni (Ortmann, 1894)
- Actaeodes tomentosus (H. Milne Edwards, 1834)
- Actaeodes xantho Lockington, 1877

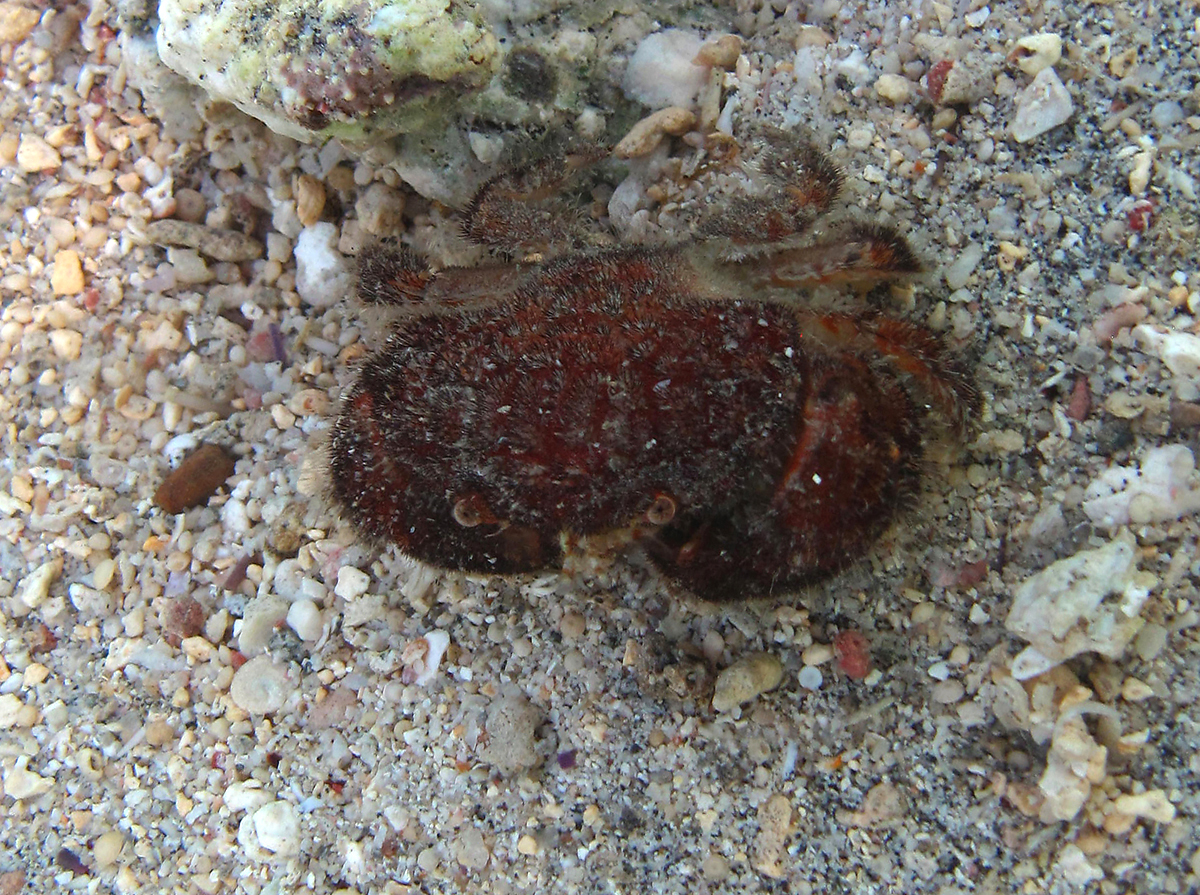
Actaeodes hirsutissimus.
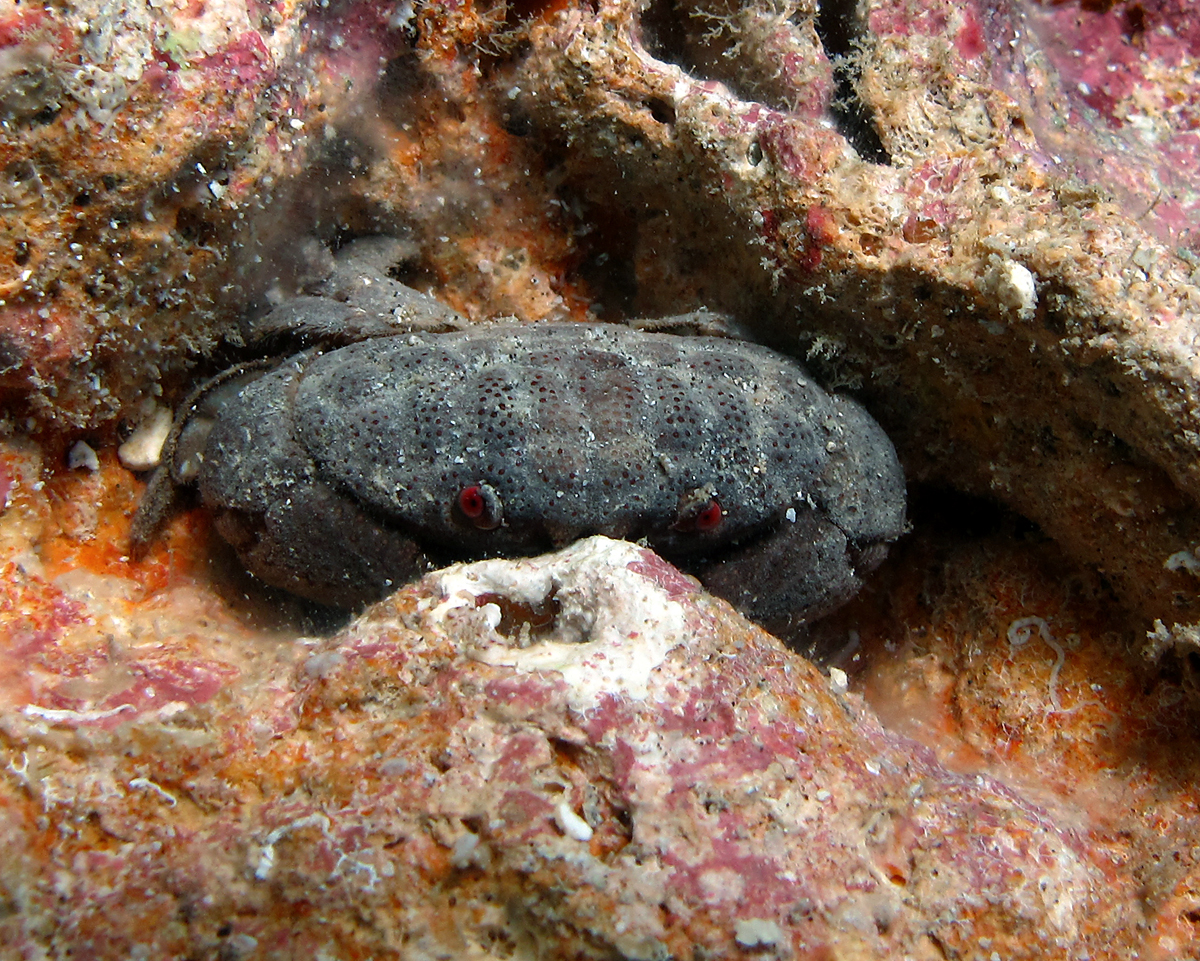
Actaeodes tomentosus.